# Giardia lamblia
Giardia lamblia (đồng nghĩa với Giardia intestinalis, lamblia intestinalis và Giardia duodenalis) là một sinh vật đơn bào ký sinh trùng colonizes và tái tạo trong ruột non, gây nhiễm giardia. Nó là ký sinh trùng thuộc giới động vật. Cơ thể đơn bào, thuộc Giống Trùng roi. Các ký sinh trùng Giardia gắn các biểu mô bởi một đĩa chất kết dính bụng, và tái tạo thông qua phân hạch nhị phân giardiasis không lây lan qua máu, cũng không lây lan sang các phần khác của đường dạ dày- ruột, nhưng vẫn còn giới hạn trong các lumen của ruột non.
Giardia trophozoites hấp thụ chất dinh dưỡng từ trong lòng của ruột non, và là vi khuẩn yếm khí. Nếu sinh vật được phân chia và nhuộm màu, nó có một mô hình rất đặc trưng tương tự như một quen thuộc với biểu tượng "mặt cười". Con đường trưởng nhiễm của con người bao gồm uống nước thải không được điều trị, một hiện tượng đặc biệt phổ biến ở nhiều nước phát triển, ô nhiễm các vùng nước tự nhiên cũng xảy ra trong lưu vực chuyên canh, chăn thả gia súc xảy ra.